# Laura Rappoldi
Laura Rappoldi, de soltera Kahrer (Mistelbach, 14 de gener de 1853 - Dresden, 2 d'agost de 1925) fou una pianista austríaca esposa del violinista Eduard Rappoldi.
Estudià en el Conservatori de Viena i fou deixebla de Liszt. Se la nomenà professora de piano del Conservatori de Dresden (Conservatori Carl Maria von Weber), i en unió del seu marit emprengué diverses gires artístiques, per l'Europa central.